# Pirna 014
Pirna 014 je bil nemški enogredni turboreaktivni motor, ki so ga zasnovali Junkersovi inženirji v 1950ih.Reaktivno potniško letalo Baade 152 je uporabljalo štiri motorje, vendar 152 ni vstopil v serijsko proizvodnjo. 

## Specifikacije (Pirna 014-A0)
- Tip: Turboreaktivni
- Dolžina: 3446 mm (135,7 in)
- Premer: 981 mm (38,6 in)
- Teža: 1060 kg (2340 lb)
- Kompresor: 2-stopenjski aksialni
- Zgorevalna komora: cevasto obročasta (12 cevi)
- Turbina: 2-stopenjska aksialna
- Gorivo: kerozin

- Potisk: 3,150 kilopondov (30900 N; 6900 lbf) pri 8000 obratih
- Tlačno razmerje: 7:1
- Masni pretok zraka: 52,0kg/s
- Temperatura ob vstopu v turbino: 1050°K
- Specifična poraba goriva: 0,85kg/kph

## Galerija
- Pirna 014 A0/V-16 v Dresdenskem transportnem muzeju
- Pirna 014 A0
- Pirna 014 A0/V-05 Munchenskem muzeju
- Pirna 014 A0/V-05
- Pirna 014 A0/V-05
- Pirna 014 A0/V-05
- Pirna 014 A0/V-05 kompresor
- Pirna 014 A0/V-05 kompresor
- Pirna 014 A0/V-05 kompresor
- Pirna 014 A0/V-05 stranski pogled
- Pirna 014 A0/V-05 pogled od zadaj